# 8792 Christyljohnson
A 8792 Christyljohnson (ideiglenes jelöléssel (8792) 1978 VH11) a Naprendszer kisbolygóövében található aszteroida. Eleanor F. Helin és Schelte J. Bus fedezte fel 1978. november 7-én.